# Према
Пре́ма (IAST: Premā) — чистая любовь к Богу в традициях бхакти индуизма, в особенности в вайшнавской традиции Кришна-бхакти. В кришнаитском богословии према — это наивысший уровень бхакти, према-бхакти (чистая бхакти, преданность Кришне на уровне чистой любви), которая является высшей целью человеческой жизни. Према часто противопоставляется каме, или материальному вожделению, которое представляет собой искажённое отражение премы — чистой, всецело духовной любви индивидуальной души к Богу.
В вайшнавском богословии према рассматривается как полная противоположность каме. Считается, что принимать каму за прему губительно и опасно для духовной жизни. Кришнаитский святой и богослов Бхактивинода Тхакур говорил: «О брат, прислушайся к моим словам: внешне вожделение и любовь очень похожи. Но принимая похоть за прему, ты обманываешь себя. Твоё заблуждение уведёт тебя от вечного блага. Вожделение рождается плотью и обращено к плоти, а према венчает духовную жизнь».
Вожделение и любовь противоположны, как север и юг. Первое направлено на физическое тело, второе — на Параматму; между ними — пропасть. В гаудия-вайшнавизме према, или чистая духовная любовь — безграничный океан, а высшее проявление этой любви — любовь девочек-пастушек гопи к Кришне, гопи-према. Существует гопи-према только в мире Кришны, здесь, в материальном мире, может быть лишь подражание ей, когда мужчина играет роль Кришны, а женщина — гопи, предаваясь чувственным утехам. Подобное подражание считается отвратительным.
В своём труде «Бхакти-расамрита-синдху» (1.4.15) кришнаитский богослов Рупа Госвами обозначил девять ступеней духовной практики (бхакти-йоги), наивысшей из которых является према. Первой ступенью является вера, затем — общение с вайшнавами, служение, искоренение недостатков, обретение стойкой бхакти, влечения к служению, неодолимая привязанность, духовное чувство и, наконец, чистая любовь к Кришне, или према.
Рупа Госвами выделяет три чётких ступени на пути духовного развития человека от садханы (практики преданного служения) к садхье (цели такого поклонения). Это собственно садхана-бхакти (практика бхакти-йоги), бхава-бхакти (пробуждение экстатических эмоций), и према-бхакти (вечное преданное служение, проникнутое чистой любовью). Бхактиведанта Свами Прабхупада в своём комментарии к «Чайтанья-чаритамрите» пишет: «Высшая ступень любви к Кришне именуется према-бхакти, но, чтобы достичь этой ступени, нужно выполнять правила садхана-бхакти. Не следует пытаться достичь стадии према-бхакти искусственными способами, без строгого следования регулирующим принципам садхана-бхакти. Человек, достигший ступени према-бхакти, наслаждается вкусом любви к Богу, тогда как находящийся на ступени садхана-бхакти в основном занят совершенствованием своего преданного служения».
В традициях Кришна-бхакти считается, что когда душа посвящает Кришне свои способности к познанию (стремясь познать Бога) и к наслаждению (стремясь с любовью служить Его чувствам), Кришна наполняет такую душу своими безграничными энергиями блаженства и знания. Так душа погружается в океан наслаждения. Предназначение индивидуума состоит именно в том, чтобы плавать в этом океане. Это состояние называется премой — чистой любовью к Богу — и является истинной целью жизни.